# 张以清
张以清（1928年—），男，江苏江阴人，中国录音专家，中央人民广播电台高级编辑，曾任中国音乐家协会理事。